# Винни-Пух: Кровь и мёд 2
«Ви́нни-Пух: Кровь и мёд 2» (англ. Winnie-the-Pooh: Blood and Honey 2) — британский независимый фильм режиссёра Риса Фрейк-Уотерфилда и сценариста Мэтта Лесли в жанре слэшера. Второй фильм во франшизе «Вселенная извращённого детства» и продолжение картины 2023 года «Винни-Пух: Кровь и мёд»; также является вольной экранизацией книг Алана Милна и Эрнеста Шепарда о Винни-Пухе. Скотт Чемберс сыграл Кристофера Робина, а Райан Олива — Винни-Пуха; роли второго плана исполнили Таллула Эванс, Тереза Бэнем, Питер Десоуза-Фейхони, Алек Ньюман и Саймон Кэллоу. По сюжету Пух и его друзья устраивают резню в городе Кристофера Робина, стремясь отомстить ему за то, что он раскрыл миру их существование.
В 2022 году, ещё до премьеры «Крови и мёда», Фрейк-Уотерфилд анонсировал сиквел. «Винни-Пух: Кровь и мёд 2» сочетает в себе элементы метаповествования и фильма в фильме, поскольку вместо Николая Леона, Крейга Дэвида Даусетта и Криса Корделла в картине Кристофера Робина, Винни-Пуха и Пятака играют Чемберс, Олива и Эдди Маккензи.
«Винни-Пух: Кровь и мёд 2» вышел 18 марта 2024 года в Лондоне, 26 марта в США, 30 мая в России и 7 июня во всей Великобритании. Кинокритики встретили эту ленту гораздо теплее, чем предыдущую. Продолжение, «Винни-Пух: Кровь и мёд 3», выйдет в 2026 году.

## Сюжет
Пережив резню, устроенную Винни-Пухом и Пятаком, и сбежав из Стоакрового леса, Кристофер Робин возвращается в город своего детства Эшдаун. Власти находят в лесу трупы Марии и её подруг, а Кристофер становится главным подозреваемым в этих убийствах.
Инцидент получает название «Резня в Стоакровом лесу», и по его мотивам даже снимают фильм, что наносит ущерб репутации Кристофера. Став изгоем в городе, Робин мучается от кошмаров с Винни-Пухом и ходит к гипнотерапевту, пытаясь справиться с детской травмой, возникшей после исчезновения его брата Билли: в детстве его некто похитил.
Между тем в Стоакровом лесу Винни-Пух и Пятак прячутся вместе с Тигрой и Совой от местных жителей, которые поверили в историю Кристофера и теперь охотятся на чудовищ. Расправившись с тремя студентками университета, приехавшими в лес на трейлере, Сова предлагает Винни-Пуху напасть на Эшдаун, вместо того чтобы ожидать прихода людей в лес. Несколько охотников натыкаются на Пятака, и пристреливают его. Винни расправляется с ними и принимает предложение Совы. Одному из охотников, Аарону, удалось выжить и добраться до Эшдауна.
Вследствие жалоб от горожан Кристофер теряет работу в местной больнице и отправляется на курсы гипнотерапии. Изуродованного Аарона доставляют в больницу; он сообщает Кристоферу, что нападение совершил Пух. Робин припирает к стенке уборщика больницы Кавендишем, и тот рассказывает, что доктор Артур Гэллап оплатил его долги и подговорил похитить детей для чудовищных экспериментов с генами животных. Однако Гэллап испугался, убил детей и закопал их в Стоакровом лесу. Кавендиш выследил и застрелил Гэллапа, но обнаружил, что погребённые дети воскресли и сами выкопались. Кавендиш сжёг лабораторию. Он сразу догадался, кто совершил массовые прошлогодние убийства — дети, ставшие чудовищами. Облегчив душу, Кавендиш пускает пулю себе в рот.
Узнав о предстоящем нашествии чудовищ, Кристофер оповещает об этом город, но ему не верят. С наступлением ночи Винни-Пух, Тигра и Сова устраивают охоту по всему Эшдауну истребляя горожан, в том числе лучшего друга Кристофера, Финна. Пух убивает родителей Кристофера, Алана и Дафни, и похищает его младшую сестру Эллу (Банни). Подруга Кристофера Лекси тоже подвергается нападению со стороны Винни, но выживает, в то время как чудовища прибывают на рейв-вечеринку и расправляются со всеми присутствующими. Кристофер узнаёт, что Винни-Пух похитил Банни, а после, столкнувшись с Тигрой, стреляет в него из пистолета. Он возвращается в Стоакровый лес и вступает в поединок с Винни, но силы слишком не равны. Робин с ужасом понимает, что его брат Билли превратился в монстра Пуха. Билли, пытается вспомнить своё детство, однако снова обвиняет Кристофера в том, что он бросил их, в том числе и в смерти Иа-Иа.
Винни-Пух набрасывается на подошедшую Лекси, Кристофер пользуется моментом и убивает Пуха, разрубив ему голову топором. Приезжает полиция и привозит с собой Банни. Запись похождений чудовищ в Эшдауне попадает в полицию, и с Кристофера снимают все обвинения. Уцелевший Сова обещает вернуть к жизни Винни-Пуха и вернуться за Кристофером.

## Актёрский состав
- Скотт Чемберс — Кристофер Робин[6]
  - Мейсон Голд — юный Кристофер Робин
- Таллула Эванс — Лекси
- Райан Олива — Винни-Пух / Билли Робин[6][7]
  - Питер Десоуза-Фейхони — юный Винни-Пух[6]
- Льюис Сантер — Тигра[6]
- Маркус Мэсси — Сова[8]
- Эдди Маккензи — Пятак[8]
- Саймон Кэллоу — Кавендиш[9]
- Алек Ньюман — Алан
- Теа Эванс — Банни
- Никола Райт — Дафни
- Тереза Бэнем — Мэри Дарлинг
- Флинн Мэттьюс — Финн
- Сэм Барретт — Аарон[10]
- Тоби Уинн-Дэвис — доктор Артур Гэллап (озвучивание)

Не указанные в титрах Николай Леон, Крейг Дэвид Даусетт и Крис Корделл появляются в ролях Кристофера Робина, Винни-Пуха и Пятака на архивных кадрах из фильма «Винни-Пух: Кровь и мёд».

## Производство
В июне 2022 года Рис Фрейк-Уотерфилд, режиссёр слэшера «Винни-Пух: Кровь и мёд» (2023), объявил о своём желании снять сиквел — «ещё более масштабный, безумный и экстремальный». Должность сценариста получил Мэтт Лесли. В сентябре 2023 года издание The Hollywood Reporter опубликовало первые кадры из фильма, демонстрирующие нового персонажа — Сову. В том же месяце завершились основные съёмки. На смену исполнителям главных ролей первого фильма пришли другие актёры, а внешний вид антагонистов был переработан. Кроме того, Фрейк-Уотерфилд и Лесли ввели в картину персонажа Тигру, который в «Крови и мёде» отсутствовал.
Поначалу считалось, что бюджет сиквела, в сравнении с первой частью, будет в пять раз больше; впоследствии Фрейк-Уотерфилд подтвердил, что бюджет в десять раз больше, чем у «Крови и мёда». Шон Харрисон, работавшая над такими проектами, как «Война миров Z», «Гарри Поттер» и «Игра престолов», стала дизайнером персонажей, а Пола Энн Букер возглавила работу над спецэффектами. В 2023 году Фрейк-Уотерфилд поделился со СМИ, что в сиквеле Винни-Пух будет орудовать огненной бензопилой. Позже режиссёр раскрыл, что в ходе сюжета картины погибнет более 30 персонажей. Работая над «Кровью и мёдом 2», создатели вдохновлялись фильмом «Ужасающий 2» 2022 года. На изготовление костюма Винни-Пуха ушло более 20 000 долларов; в первом фильме костюм Пуха обошёлся создателям в 770 долларов.

## Маркетинг
5 февраля 2024 года на YouTube-канале портала IGN вышел эксклюзивный трейлер фильма. Дистрибьютор слэшера на территории России — «Наше кино» — выпустил 17 апреля 2024 года на YouTube дублированный тизер-трейлер, а 13 мая — финальный трейлер.
23 апреля 2024 года фирма Rush Collectibles анонсировала фигурку Винни-Пуха, созданную на основе его облика из «Крови и мёда 2».

## Релиз
«Винни-Пух: Кровь и мёд 2» был показан 18 марта 2024 года в кинотеатре «Принц Чарльз» на Лестер-сквер в Лондоне. Слэшер вышел 26 марта 2024 года на киноэкраны США (прокатчик — Fathom Events), 30 мая 2024 года на киноэкраны России (прокатчик — «Наше кино») и 7 июня 2024 года на киноэкраны Великобритании (прокатчик — Altitude Film Distribution).
Фильм появился на Amazon Prime Video 26 июня 2024 года. В российских онлайн-кинотеатрах «Кинопоиск», Wink, Okko и Premier картина стала доступна 11 июля 2024 года.

## Восприятие

### Кассовые сборы
«Винни-Пух: Кровь и мёд 2» собрал $533 144 в Северной Америке и $7 млн в других странах (из которых $172994 в России), по всему миру — $7,5 млн.

### Оценки и отзывы
По данным агрегатора рецензий Rotten Tomatoes, 46 % из 39 экспертов положительно высказались о фильме, средний балл — 4,6/10. Консенсус критиков гласит: «„Винни-Пух: Кровь и мёд 2“ превосходит оригинал практически по всем параметрам, однако Пухвёрс по-прежнему остаётся местом, созданным для поклонников хардкорных слэшеров». На Metacritic средняя оценка картины — 27 из 100 на основании 9 обзоров, что соответствует «в целом неблагоприятным отзывам».
Люк Томпсон из The A.V. Club написал одобрительную рецензию: «Это хриплый, неотшлифованный и дешёвый фильм — настоящий панк-рок в мире кино. Своего рода священная корова, которая кромсает средний палец мейнстриму». Мэтт Донато из IGN оценил ленту в 6 из 10 баллов и сравнил её с «Ужасающим 2»; «Фильм демонстрирует неприятную атмосферу полуночного кино, уникальные практические эффекты и бодрый 90-минутный хронометраж. Это шаткий первый шаг к концепции „Пухвёрс“, представленной Фрейк-Уотерфилдом, и сделан он, несомненно, в верном направлении», — резюмировал критик. Полу Ле из Bloody Disgusting понравился более проработанный сценарий, внешний вид монстров и саундтрек Эндрю Скотта Белла: «Этот пускай и недоработанный, но приятный сиквел не оправдал ожиданий — хотя и заниженных — и превзошёл своего предшественника по большинству параметров. На этот раз есть что оценить. И если планы по развитию „Пухвёрса“ пойдут на лад, мы ещё не раз увидим кровожадную банду из Стоакрового леса».
Оуэн Глейберман из Variety оставил о фильме отрицательный отзыв, раскритиковав сценарий и режиссуру. Он завершил свой обзор так: «Где-то там на небесах в кинотеатрах улыбаются Хершел Гордон Льюис и Эд Вуд, и это при том, что на фоне Фрейк-Уотерфилда они кажутся Скорсезе и Спилбергом». Ник Шагер из The Daily Beast отметил, что слэшер «обладает более масштабным бюджетом, более высокими производственными качествами и абсолютно новым актёрским составом. Увы, когда дело доходит до важнейших составляющих — сценария, режиссуры и игры актёров, — картина становится такой же безвкусной и слабой, как и предыдущая».
В российской прессе «Винни-Пух: Кровь и мёд 2» получил смешанные отзывы. Макс Милиан, пишущий для «Кино-театр.ру», похвалил больший размах по сравнению с первым фильмом, разветвлённый сюжет и «эффектные и детальные» сцены насилия. Таисия Сариева из «ForPost-Афиша» положительно отозвалась о картине, заключив свой обзор словами: «Он [„Винни-Пух: Кровь и мёд 2“] по-прежнему не может конкурировать со своими референсами — „Поворотом не туда“, „Техасской резнёй бензопилой“ и „Ужасающим 2“. Но тем не менее, главные герои уже не вызывают неловкий смех. И даже умудряются вселить отвращение, панику и настоящий страх. Возможно, у хоррор-вселенной „Пухвёрс“ действительно есть будущее». В своей рецензии для газеты «Наша версия» Сергей Чугунов отметил более качественные грим, маски, спецэффекты и сюжет, но сетовал на «скучные диалоги и пространные сцены, как в подавляющем большинстве нишевых ужастиков»; свою статью он завершил так: «Сиквел превосходит оригинал в разы, но это уже совсем другое, самостоятельное кино, которое вырастает из жанра стёбного трэша с полуголыми кричащими девицами в полноценный фильм ужасов».
Артём Баусов из «iPhones.ru» написал негативный отзыв: недостатками он назвал невнятный сценарий, в том числе серьёзность повествования, плохо освещённые сцены, образ Винни-Пуха и его друзей и спецэффекты; впрочем, рецензенту понравилось музыкальное сопровождение Эндрю Скотта Белла. Иван Афанасьев, написавший для журнала «7 Дней», подчеркнул, что «Винни-Пух: Кровь и мёд 2» действительно лучше, чем предыдущая картина; к положительными сторонам сиквела он отнёс декорации и более детализированные маски, к слабым — «дешёвую постановку, общую примитивность и единственный трюк в рукаве создателей — герои детства стали кровожадными убийцами».

## Будущее

### Продолжение
28 марта 2024 года, через два дня после выхода в прокат, Джеффри и Фрейк-Уотерфилд анонсировали третий фильм — «Винни-Пух: Кровь и мёд 3». Он выйдет в 2026 году .

### Общая вселенная
На волне кассового успеха фильма «Винни-Пух: Кровь и мёд» Рис Фрейк-Уотерфилд анонсировал общую вселенную хоррор-экранизаций детских сказок, ставших общественным достоянием, — «Вселенную извращённого детства»; помимо картин о Винни-Пухе, в неё входят фильмы ужасов «Питер Пэн. Кошмар в Нетландии» (по мотивам книги «Питер и Венди»), «Бэмби. Лесной кошмар» (по мотивам книги «Бэмби. Биография из леса») и «Пиноккио: Развязный» (по мотивам книги «Приключения Пиноккио»). Фрейк-Уотерфилд добавил, что в конечном счёте будет снят кроссовер с участием всех персонажей. Необъявленные персонажи этой вселенной появились на рисунках в заключительных титрах «Крови и мёда 2». В марте 2024 года создатели анонсирован фильм-кроссовер — «Пухвёрс: Монстры, объединяйтесь»; в нём Скотт Чемберс повторит роль Кристофера Робина, а Роксанна Макки вновь сыграет Ксану из картины «Бэмби. Лесной кошмар». Также появятся новые персонажи, в числе которых — Спящая красавица, Говорящий сверчок, Безумный Шляпник и Кролик.